# Церква Успіння Пресвятої Богородиці (Пістинь)
Церква Успіння Пресвятої Богородиці (Пістинь) — парафія і храм православної громади Косівського деканату Івано-Франківської єпархії Православної церкви України, дерев'яна гуцульська церква в с. Пістинь Івано-Франківської області, Україна, пам'ятка архітектури національного значення. Церкву також називають "Варварівська" через те, що в ній зберігається відома ікона Святої Варвари.

## Історія
Церква розташована на пагорбі біля правого берега річки Пістинька, на кладовищі. Храм датується різними датами: від 1600 року (на пам'ятній табличці на церкві) до 1858 - 1868 років. Він був філією іншої сільської церкви — Церкви Благовіщення Пресвятої Богородиці, розташованої в нижній частині села. На початку ХХ ст. (1912 р.) церкву розмалював львівський художник Машковський К., а в 1930-х роках її перекрили бляхою. У радянський період церква  охоронялась як пам'ятка архітектури Української РСР (№ 1171). Її перетворили в музей кераміки. В 1990 роках перейшла до православної громади села, наразі її використовує Православна церква України. ЇЇ ремонтували у 1990- роках та в 2011 році (в результаті ремонту були прибудовані ганки, стіни над опасанням знову оббиті гонтом, замінили прогнилі конструкції, поновили настінний розпис інтер'єру, захистили дерев'яні конструкції від короїда).
Біля церкви є залишки оборонних стін, які захищали її від набігів кочівників, а також дерев'яний підвісний (на металевих тросах) міст  через річку до села.
Також до церкви через річку веде переправа у формі металевої кліті для труни на металевих тросах, якою переправляють покійників до кладовища.

### Парохи
Збереглися відомості про священиків більше як за 150 років. Ними були: о. Даниїл Ключовський (1741 p.), о. Іван Левицький (до 1844 р., помер в Пістині), о. Кирило Блонський (тимчасово опікувався парохією у 1844—1845 рр.), о. Василь Єндрейовський (Андріївський, 1845—1849), о. Антін Загайкевич (1849—1850), о. Костянтин Бородайкевич (1850—1853), о. Антін Варивода (1853—1854), о. Іполит Левицький (1854—1882, помер в Пістині), о. Омелян Левицький (1866—1884), о. Софрон Литвинович (1884—1887), о. Григорій Пасічницький (1887—1896, помер в Пістині), о. Олександр Пасічинський (1891—1898), о. Онуфрій Семіон (1898—1906, помер в Пістині), о. Микола Руденський (1906—1909), о. Августин Арсенич (1909—1930, помер в Пістині), о. Євген Ґіссовський (1930—1932), о. Василь Бабин (1932—1950), о. М. Лютий (1950—1965), о. Петро Лютий (1965—1970), о. Р. Миронів (1970—1976), о. Василь Воєвода (1976—1978), о. Іван Федорак (1978—1982), о. Михайло Синеджук (1982—1987), о. Василь Романюк (майбутній Патріарх УПЦ КП) (1987—1988), о. А. Семчук (1988—1992), о. Віктор Буянов (1992—1993), о. Петро Дяків з 1993 p — перший священик з числа жителів села, після нього й до сьогодні править його син о. Петро Дяків.

## Архітектура
Церква п'ятизрубна хрестоподібна в плані з квадратною навою і невеликими зрубами бокових рамен.  Вершки двоскатних дахів бокових зрубів розташовані на рівні вершини восьмигранної частини зрубу нави де  розташована шатроподібна баня з ліхтарем та маківкою. Із західної сторони до подовженого бабинця прибудовано засклений ганок. Ще один ганок прибудовано до південного рамена нави. Опасання розташоване навколо церкви на вінцях зрубів. Церква перекрита бляхою та оббита гонтом. В середині бабинця розташовується капличка. Стіни храму були розмальовані темперним живописом, датованим XIX ст. Зберігся іконостас, ймовірно перенесений з більшої церкви, а також ікона Святої Варвари.

## Дзвіниця
До складу пам'ятки входить одноярусна, прямокутна мурована з цегли і каменю дзвіниця стінного типу, перекрита дахом.  Двіниця має чотири місця для дзвонів.